# IR Близнецов
IR Близнецов (лат. IR Geminorum) — карликовая новая, двойная катаклизмическая переменная звезда типа SU Большой Медведицы (UGSU)* в созвездии Близнецов на расстоянии приблизительно 868 световых лет (около 266 парсек) от Солнца. Видимая звёздная величина звезды — от менее +14,5m до +10,7m. Орбитальный период — около 0,0684 суток (1,6416 часа).
Открыта Полой Шкоди, А. Шафтером и А. Каули в 1984 году***.

## Характеристики
Первый компонент — аккрецирующий белый карлик спектрального класса pec(UG). Масса — около 0,69 солнечной. Эффективная температура — около 6876 К.
Второй компонент — красный карлик спектрального класса M. Масса — около 0,11 солнечной.